# Savignia amurensis
Savignia amurensis là một loài nhện trong họ Linyphiidae.
Loài này thuộc chi Savignia. Savignia amurensis được Kirill Yuryevich Eskov miêu tả năm 1991.